# Фінал кубка Англії з футболу 1873
Фінал кубка Англії з футболу 1873 — 2-й фінал найстарішого футбольного кубка у світі. Учасниками фіналу були «Вондерерз» і «Оксфорд Юніверсіті». Володарем кубкового трофею став «Вондерерз».

## Шлях до фіналу
| «Вондерерз» | «Вондерерз» | «Вондерерз» | Раунд           | «Оксфорд Юніверсіті» | «Оксфорд Юніверсіті» | «Оксфорд Юніверсіті» |
| ----------- | ----------- | ----------- | --------------- | -------------------- | -------------------- | -------------------- |
| Суперник    | Результат   | Матчі       |                 | Суперник             | Результат            | Матчі                |
| -           | -           | -           | Перший раунд    | «Крістал Пелес»      | 3—2                  | 3—2                  |
| -           | -           | -           | Другий раунд    | «Клепем Роверз»      | 3—0                  | 3—0                  |
| -           | -           | -           | Третій раунд    | «Роял Енджинірс»     | 1—0                  | 1—0                  |
| -           | -           | -           | Четвертий раунд | «Мейденгед»          | 4—0                  | 4—0                  |
| -           | -           | -           | Півфінал        | «Квінз Парк»         | технічна перемога    | технічна перемога    |

## Матч
| 29 березня 1873 |

| Вондерерз                 | 2:0      | Оксфорд Юніверсіті |
| ------------------------- | -------- | ------------------ |
| Кіннерд 27' Вулластон 80' | Протокол |                    |

| Ліллі Брідж, Лондон Глядачів: 3 000 Арбітр: Альфред Стейр |

|  |  |

|   |  |                       |  |
|   |  |                       |  |
| В |  | Реджиналд Велч        |  |
| З |  | Леонард Гауелл        |  |
| З |  | Едвард Ернест Боуен   |  |
| Н |  | Чарльз Вулластон      |  |
| Н |  | Роберт Кінгсфорд      |  |
| Н |  | Александер Бонсор     |  |
| Н |  | Вільям Кеньйон-Слейні |  |
| Н |  | Чарльз Мейсі-Томпсон  |  |
| Н |  | Юліан Старгіс         |  |
| Н |  | Артур Кіннерд (к)     |  |
| Н |  | Генрі Стюарт          |  |

|   |  |                    |  |
|   |  |                    |  |
| В |  | Ендрю Ліч          |  |
| З |  | Чарльз Макарнесс   |  |
| З |  | Френсіс Бірлі      |  |
| Н |  | Чарльз Лонгмен     |  |
| Н |  | Арнольд Кірк Сміт  |  |
| Н |  | Волпол Вайдал      |  |
| Н |  | Фредерік Меддісон  |  |
| Н |  | Катберт Оттавей    |  |
| Н |  | Гарольд Діксон     |  |
| Н |  | Волтер Пейтон      |  |
| Н |  | Джон Роберт Самнер |  |